# Polygala latipetala
Polygala latipetala är en jungfrulinsväxtart som beskrevs av N. E. Brown. Polygala latipetala ingår i släktet jungfrulinssläktet, och familjen jungfrulinsväxter. Inga underarter finns listade i Catalogue of Life.